# The Brook (dopływ River John)
The Brook – strumień (brook) w kanadyjskiej prowincji Nowa Szkocja, w hrabstwie Pictou, płynący w kierunku północno-wschodnim i uchodzący do River John; nazwa urzędowo zatwierdzona 6 maja 1947.